# Черкасов, Пётр Владимирович
Пётр Владимирович Черкасов (1872—1929) — русский и советский военный деятель, Генерального штаба генерал-лейтенант (1917). Герой Первой мировой войны.

## Биография
В 1891 году получил общее образование в Петровско Полтавском кадетском корпусе. В службу вступил юнкером рядового звания в Павловское военное училище. В 1893 году после окончания училища произведён подпоручиком в 13-ю артиллерийскую бригаду. В 1896 году произведён в поручики, в 1899 году в  штабс-капитаны.
С 1900 года, после окончания Николаевской академии Генерального штаба по I разряду, произведён в капитаны. С 1903 года старший адъютант начальника Амударьинского отдела, обер-офицер для поручений, с 1904 года штаб-офицер для особых поручений при командующем войсками Туркестанского военного округа. С 18 ноября 1903 по 18 ноября 1904 года отбывал цензовое командование ротой в 1-м Туркестанском стрелковом батальоне. Подполковник (старшинство с 6 декабря 1904 года). С 1905 года штаб-офицер при управлении 7-й Туркестанской стрелковой бригады. В 1908 году произведён в полковники. Цензовое командование батальоном отбывал в 115-м пехотном Вяземском полку с 1 мая по — 30 августа 1909 года. С 2 августа 1910 года начальник штаба 4-й Туркестанской стрелковой бригады. С 4 февраля 1912 года начальник штаба 34-й пехотной дивизии.
С 1914 года участник Первой мировой войны в качестве командира 136-го пехотного Таганрогского полка. 24 февраля 1915 года «за храбрость» был награждён Георгиевским оружием, а 22 мая 1915 года — орденом Святого Георгия 4-й степени.
6 декабря 1915 года произведён за отличие в генерал-майоры. С 1916 года начальник штаба 113-й пехотной дивизии. С 1917 года произведён в генерал-лейтенанты, был — начальником штаба 41-го армейского корпуса, начальником 19-й пехотной дивизии, командующий 12-м армейским корпусом. 7 октября 1917 года назначен в резерв чинов при штабе Московского военного округа.
Добровольно вступил в РККА. С 1918 года участник Гражданской войны, член Комиссии по переработке уставов при Всероглавштабе. С 1920 года начальник Статистического отделения, с 1921 года начальник Отдела подготовки войск Штаба Западного фронта. С 1921 года преподаватель Военной Академии РККА и Высших академических курсов РККА.
Умер 10 июня 1929 года в Москве от болезни сердца. Похоронен на Ваганьковском кладбище; могила утрачена.

## Награды
- Орден Святого Станислава 3-й степени (1903)
- Орден Святой Анны 3-й степени (1905)
- Орден Святого Станислава 2-й степени (1906)
- Орден Святой Анны 2-й степени(1912; Мечи к ордену — ВП 15.03.1915)
- Орден Святого Владимира 4-й степени с мечами и бантом (1914)
- Георгиевское оружие (ВП 24.02.1915)
- Орден Святого Владимира 3-й степени с мечами (ВП 05.04.1915)
- Орден Святого Георгия 4-й степени (ВП 22.05.1915)
- Орден Святого Станислава 1-й степени с мечами (ВП 19.04.1916)
- Орден Святой Анны 1-й степени с мечами (ВП 10.12.1916)

## Труды
- «Прорыв 11-й армии в мае 1916 г. Мировая война 1914-1918. Луцкий прорыв. Труды и материалы к операции Юго-Западного фронта в мае-июне 1916 г.» — М., 1924
- «Штурм Перемышля 7 октября (24 сентября) 1914 г.» — М., 1927